# Acrachne henrardiana
Acrachne henrardiana är en gräsart som först beskrevs av Norman Loftus Bor, och fick sitt nu gällande namn av Sylvia Mabel Phillips. Acrachne henrardiana ingår i släktet Acrachne och familjen gräs. Inga underarter finns listade i Catalogue of Life.